# Pfalzweyer

Pfalzweyer este o comună în departamentul Bas-Rhin, Franța. În 1 ianuarie 2022 avea o populație de 324 de locuitori.